# 삼일혁명기
삼일혁명기는 한국에서 제작된 윤봉춘 감독의 1947년 영화이다. 박성환 등이 주연으로 출연하였고 방의석 등이 제작에 참여하였다.

## 출연

### 주연
- 박성환
- 방원
- 강석제
- 고춘희

## 제작진
- 원작자: 방의석
- 조명: 김성춘
- 미술: 이봉선